# Love, Victor
Love, Victor är en amerikansk dramakomediserie skapad av Isaac Aptaker och Elizabeth Berger, som sändes på streamingtjänsterna Hulu och Disney+, från den 17 juni 2020 till den 15 juni 2022. Serien är inspirerad av filmen Love, Simon från 2018, och utspelar sig i samma värld som filmen. Huvudrollen som Victor Salazar spelas av Michael Cimino, som tillsammans med Nick Robinson även agerar som berättarröst.

## Handling
Seriens handling kretsar kring tonårskillen Victor Salazar, som när han börjar på Creekwood High School tar sig an svåra hemmautmaningar, anpassar sig till en ny stad, och kämpar med sin sexuella läggning. När det blir för mycket för Victor vänder han sig till den tidigare Creekwoodeleven Simon Spier (Love, Simon), som hjälper honom att navigera i upp- och nedgångarna på gymnasiet.

## Rollista (i urval)
| Michael Cimino    | – Victor Salazar  |
| Rachel Hilson     | – Mia Brooks      |
| Anthony Turpel    | – Felix Westen    |
| Bebe Wood         | – Lake Meriwether |
| Mason Gooding     | – Andrew          |
| George Sear       | – Benji Campbell  |
| Isabella Ferreira | – Pilar Salazar   |
| Mateo Fernandez   | – Adrian Salazar  |
| James Martinez    | – Armando Salazar |
| Ana Ortiz         | – Isabel Salazar  |
| Anthony Keyvan    | – Rahim           |
| Ava Capri         | – Lucy            |